# 成瀬ちさと
成瀬 ちさと（なるせ ちさと、1978年6月15日 - ）は、イラストレーター、キャラクターデザイナー、漫画家。女性。東京都出身。主にギャルゲー原画を手がける。同人サークル『たんぽぽ屋』として同人誌イベントに長年参加。初期の一部イラストでは「都幸せるな」名義の作品もある。

## 来歴
子供のころから絵を描くのが好きで、中学から高校にかけて『電撃アドベンチャーズ』や『ドラゴンマガジン』などの雑誌に投稿を重ね、高校2年の終わりごろにイラストレーターを志望する。高校3年のころ、参加していたホビー・データのプレイバイメール（PBM）でキャラクターイラストが読者参加企画1位となり、編集部から誘いを受けたのがデビューのきっかけである。しかしそのときは大学受験中だったため終わるまで待ってもらい、その後PBMの会報イラストを1年間連載した。
大学進学後、イラストを公開するためにホームページを開設する。このころコンピュータゲームの原画担当についての打診をいくつか受けたが、いずれもアダルトゲームだったので断った。KIDは家庭用向けのゲームメーカーだったので承諾したが、まだ警戒していたので「打ち合わせに友達を連れて行ってもいいですか」と尋ねたところ「何人でもどうぞ」と言われたという。こうして成瀬は『夢のつばさ』のキャラクターデザイン担当となり、以後はコンピュータゲームに携わるようになった。

## 作品
画集
- Farbereise（エンターブレイン）

キャラクターデザイン
- 夢のつばさ（KID）
- マーメイドの季節（Game Village）
- トライアル・トライアングル ドラマCD[2]（o-trap[3]）
- AS〜エンジェリックセレナーデ（工画堂スタジオ）
- まじかる・トワラー・エンジェルラビィ☆（工画堂スタジオ）
- 白衣性恋愛症候群（工画堂スタジオ）
- F 〜ファナティック〜（プリンセスソフト）
- Twelve〜戦国封神伝〜（コナミ）
- 萌音（コナミ）
- ことのはアムリラート（SukeraSparo）[4]

挿絵
- NEO忍者伝 シークレット×ヴァーサス（嶋田純子・著、スクウェア・エニックス EXノベルズ）
- 幸せのアオイ鳥（『Myself ; Yourself』初回限定版特典）
- 警極魔道課チルビィ先生（横山忠・著、集英社 スーパーダッシュ文庫）
- ダーク・バイオレッツ（三上延・著、メディアワークス 電撃文庫）※第1巻のみ
- 天罰エンジェルラビィ☆ - ソーサリアムの秘密（山田光洋・著、メディアファクトリー MF文庫J）※表紙とピンナップのみ
- 私立高森学園高校第二男子寮（浦和篤樹・著、ポークチェック pixiv Visual Story）
- 即死チートが最強すぎて、異世界のやつらがまるで相手にならないんですが。（藤孝剛志・著、アース・スター エンターテイメント アース・スターノベル）
- Myrla[ミルラ] 〜VRMMOでやりたいほうだい〜（悪糖・著、ホビージャパン HJ NOVELS）
- 魔石グルメ 魔物の力を食べたオレは最強!（結城涼・著、KADOKAWA カドカワBOOKS）
- 異世界の戦士として国に招かれたけど、断って兵士から始める事にした（アネコユサギ・著、SBクリエイティブ ツギクルブックス）
- 私がいつの間にか精霊王の母親に!?（桜あぴ子・著、アルファポリス レジーナブックス）
- 貧乏国家の黒字改革〜金儲けのためなら手段を選ばない俺が、なぜか絶賛されている件について〜（空野進・著、双葉社 Mノベルス）
- 転生貴族の万能開拓 〜【拡大&縮小】スキルを使っていたら最強領地になりました〜（錬金王・著、講談社 Kラノベブックス）
- え、みんな古代魔法使えないの!!??? 〜魔力ゼロと判定された没落貴族、最強魔法で学園生活を無双する〜（三門鉄狼・著、KADOKAWA ファミ通文庫）
- 現代陰陽師は転生リードで無双する（爪隠し・著、KADOKAWA ファミ通文庫）
- 神に転生した少年がもふもふと異世界を旅します（蒼井美紗・著、双葉社 Mノベルス）
- 異世界ごはん無双 〜スキルと前世の知識を使って、お米改革はじめます!〜（ぼっち猫・著、KADOKAWA カドカワBOOKS）

漫画
- 東雲侑子は短編小説をあいしている（森橋ビンゴ・原作、Nardack・キャラクター原案、エンターブレイン ファミ通コミッククリア）

その他
- なつみ時間24時（雑誌『カラフル萬福星』Web企画、ビブロス）
- 東京消防庁・消防少年団員募集ポスター、冊子